# 와샤키군

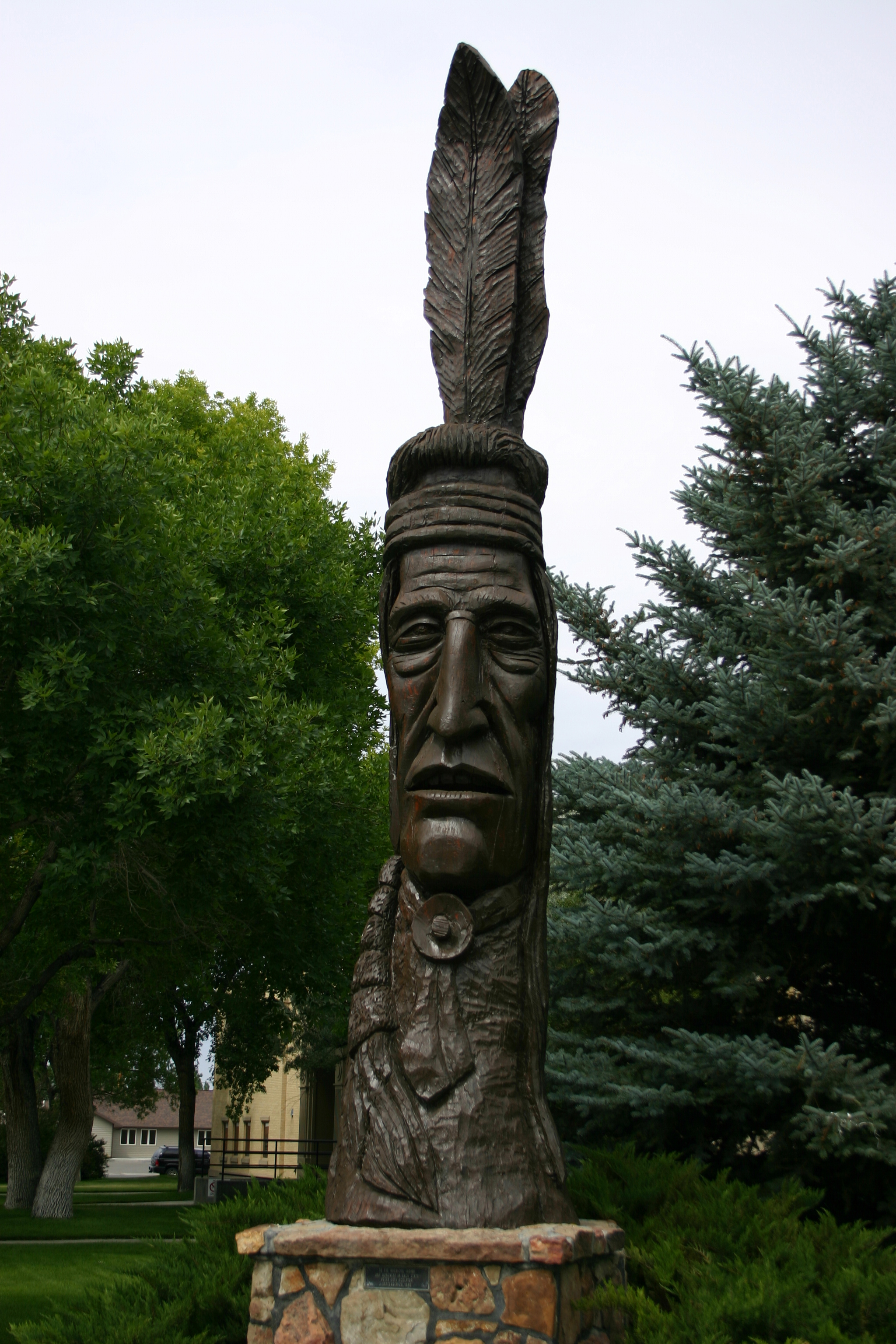

와샤키군 또는 와샤키 카운티(Washakie County)는 미국 와이오밍주에 위치한 군이다. 2010년 기준으로 이 지역의 인구 수는 총 8,533명이다. 2019년 추산으로 이 지역의 총 인구 수는 7,805명이다.

## 인구
| 인구조사                                | 인구  | Note  | %±     |
| --------------------------------------- | ----- | ----- | ------ |
| 1920년                                  | 3,106 |       | —      |
| 1930년                                  | 4,109 |       | 32.3%  |
| 1940년                                  | 5,858 |       | 42.6%  |
| 1950년                                  | 7,252 |       | 23.8%  |
| 1960년                                  | 8,883 |       | 22.5%  |
| 1970년                                  | 7,569 |       | −14.8% |
| 1980년                                  | 9,496 |       | 25.5%  |
| 1990년                                  | 8,388 |       | −11.7% |
| 2000년                                  | 8,289 |       | −1.2%  |
| 2010년                                  | 8,533 |       | 2.9%   |
| 2019 (추산)                             | 7,805 | [ 1 ] | −8.5%  |
| US Decennial Census 1870–2000 2010–2016 |       |       |        |

## 같이 보기
- 와이오밍주